# Museo Arqueológico de Poros
El Museo Arqueológico de Poros es uno de los museos de Grecia. Se halla en Poros, una isla que actualmente pertenece a la región del Ática, pero que en la Antigüedad era parte de Argólida, donde se hallaba el famoso templo de Poseidón de Calauria.
El museo fue construido entre 1967 y 1968 en un edificio que anteriormente había sido residencia del primer ministro griego Alexandros Korizis y que fue donado por sus herederos para que albergara el museo.

## Colecciones

### Cerámica, figurillas, ajuares funerarios
De épocas prehistóricas hay hallazgos de armas —entre las que destaca una espada de bronce de tipo D—, vasos, joyas y estatuillas encontradas en las tumbas abovedadas de Megali Magula, recipientes de las tumbas de cámara de Apatheia y jarrones, joyas y figurillas —entre las que se incluyen jinetes a caballo— del santuario de época micénica de Agios Konstantinos de Metana (otros hallazgos de Agios Konstantinos se exhiben en el Museo Arqueológico de El Pireo)
De la época micénica final —el periodo heládico tardío IIIC, siglo XII a. C.— hay hallazgos de la isla de Modi (próxima a la de Poros) entre los que destaca un fragmento de una cratera donde se representa a guerreros.
Hay también ánforas protogeométricas y geométricas procedentes de Trecén y su área circundante.
De la época arcaica destacan las figurillas procedentes del templo de Poseidón de Calauria y del templo de Deméter Tesmoforia de Trecén.
Otros hallazgos de cerámica, juguetes y objetos de uso cotidiano proceden de ajuares funerarios las necrópolis de Trecén, Hermione y Metana de las épocas clásica, helenística y romana.

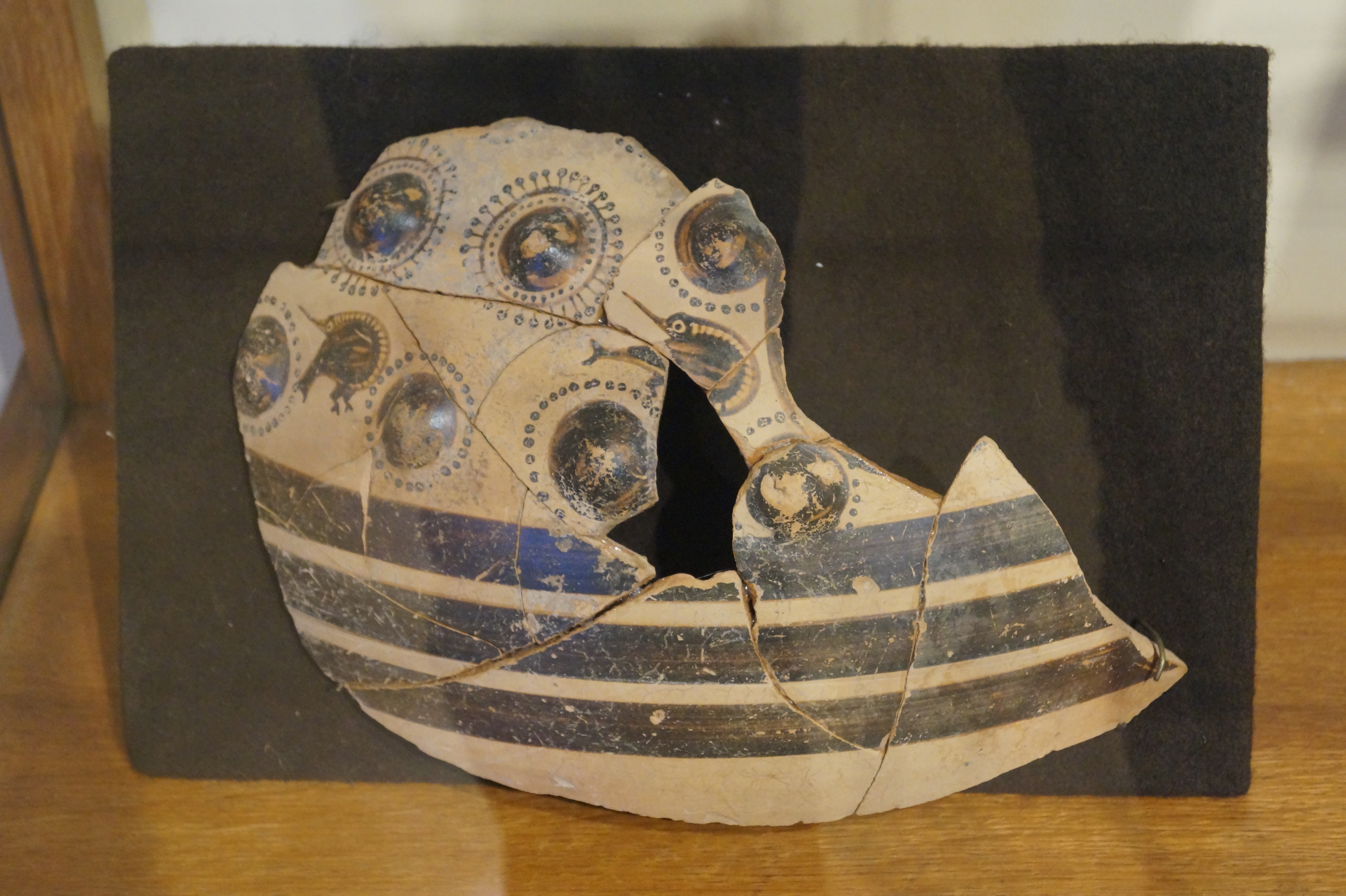
Pieza de cerámica de una tumba de Megali Magula.
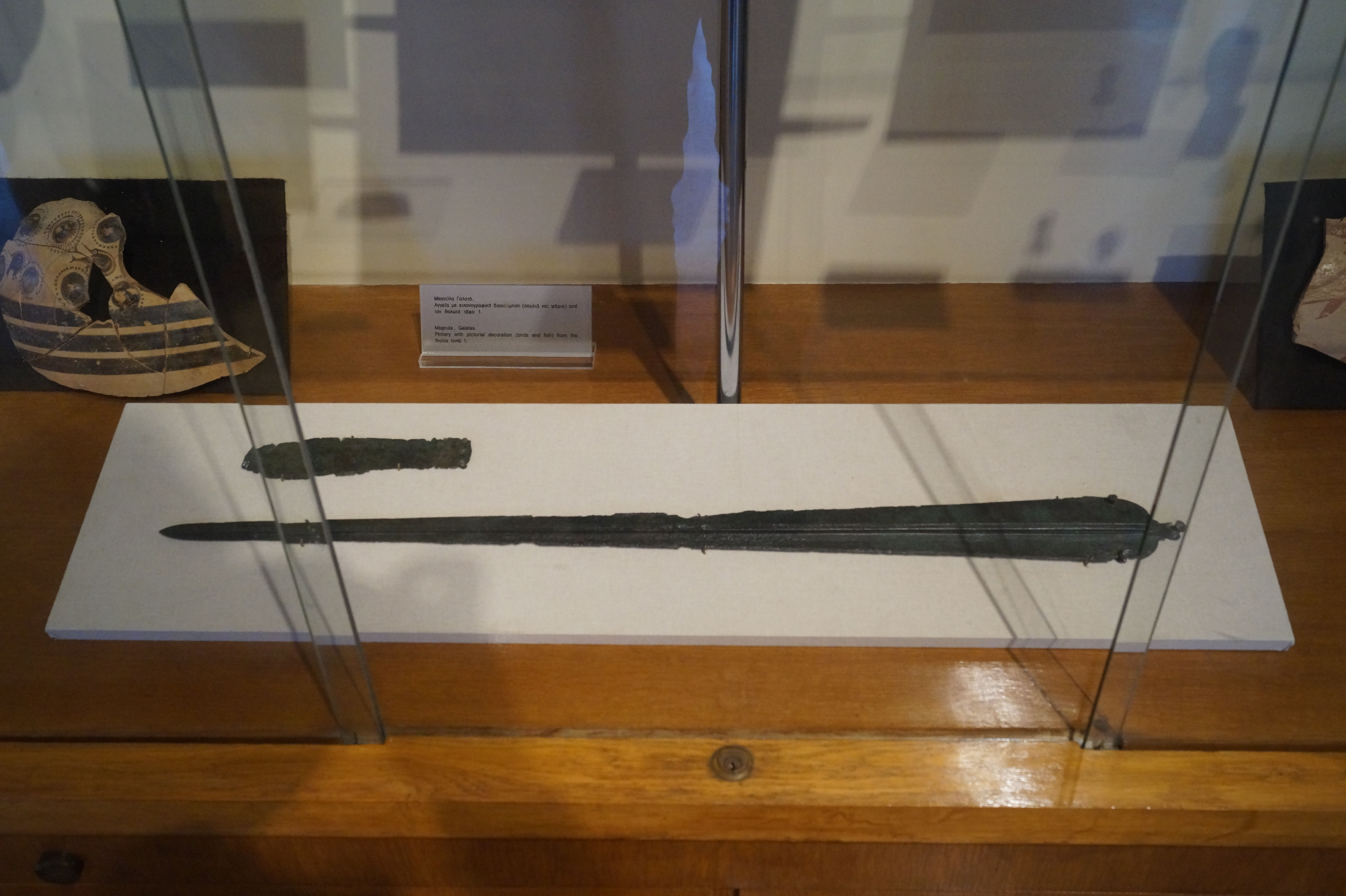
Espada de bronce hallada en Megali Magula.
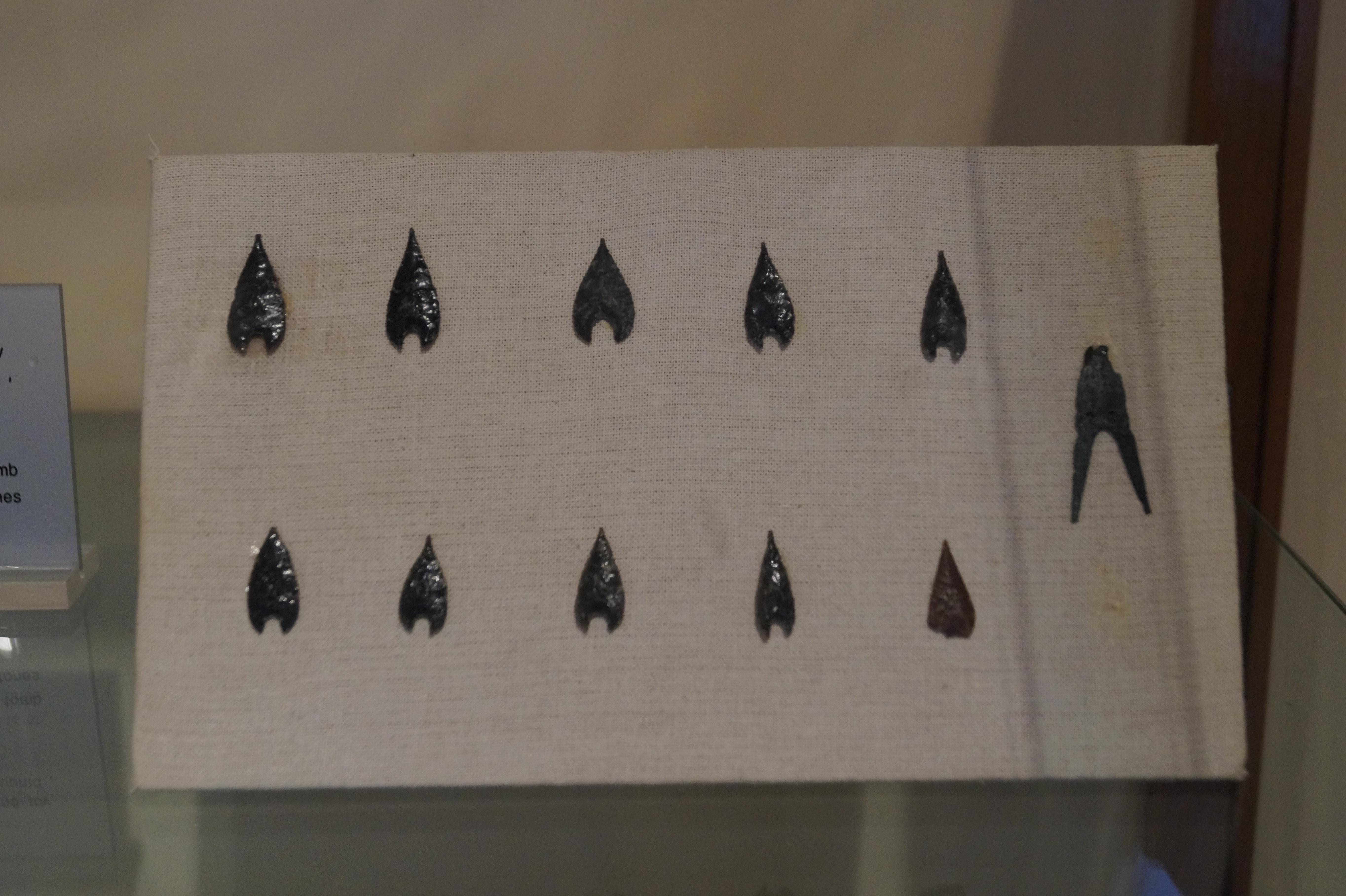
Puntas de flecha de obsidiana y de bronce de Megali Magula.
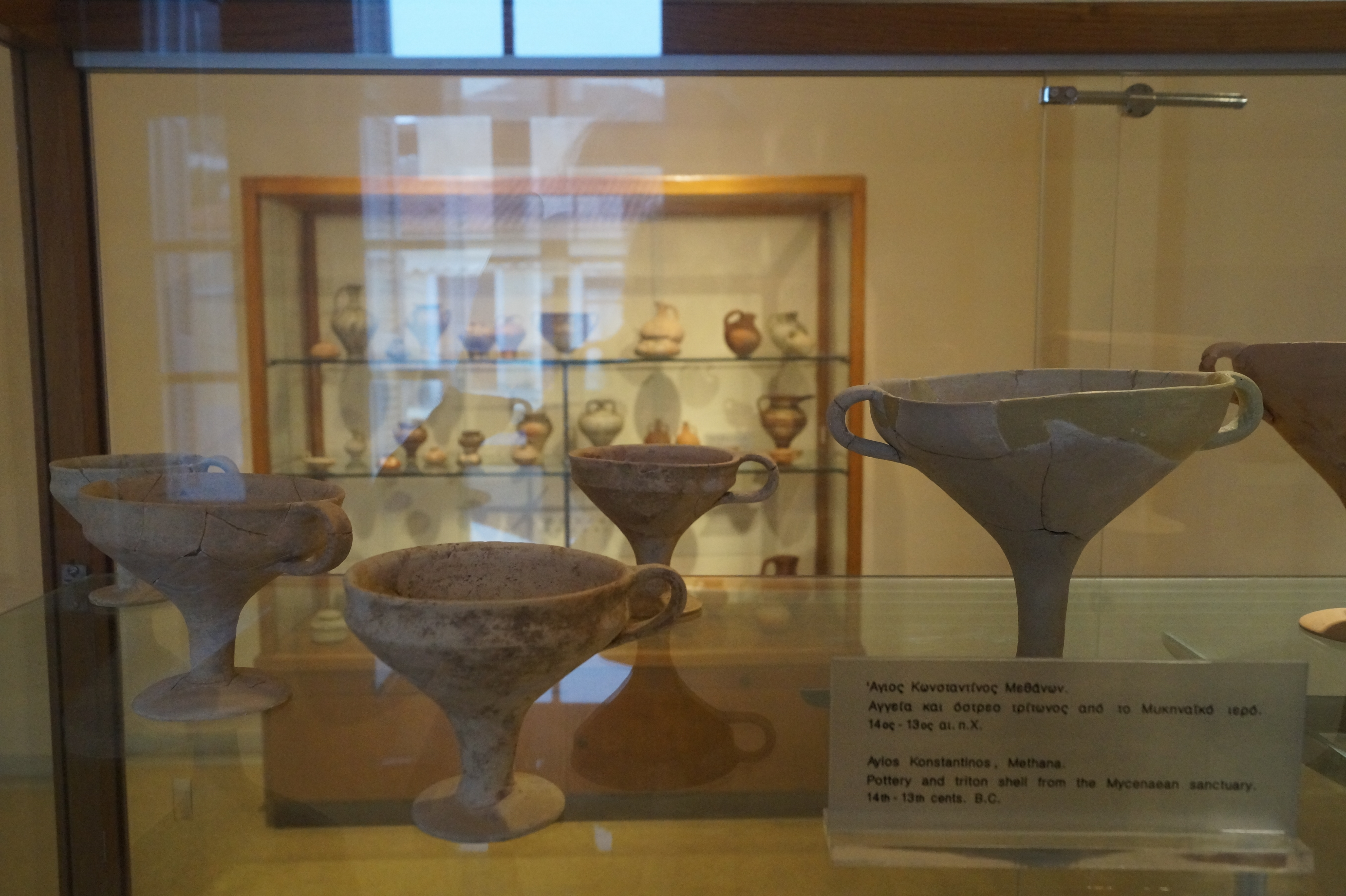
Piezas de cerámica de Agios Konstantinos.

### Escultura, epigrafía, arquitectura
En otra sección del museo se hallan piezas escultóricas, inscripciones y elementos arquitectónicos procedentes de Trecén, Metana y Calauria. 
Entre las inscripciones se encuentra un epigrama de época arcaica realizado en torno al año 600 a. C. Se expone también una copia de la columna de la resolución propuesta por Temístocles en 480 a. C. ante la invasión persa cuyo original se halla en el Museo Epigráfico de Atenas. 
Entre las esculturas, de época clásica destacan una estatuilla de un niño y otra de una mujer con quitón e himatión procedentes de Trecén, una estatua de Asclepio encontrada en Calauria y una estela funeraria donde se representa a una mujer. Otras esculturas del museo formaban parte de monumentos funerarios de la época imperial romana.
Con respecto a los elementos arquitectónicos, se exponen capiteles de los diversos estilos arquitectónicos desde la época arcaica a la época romana, incluyendo algunos de templos de los primitivos cristianos.

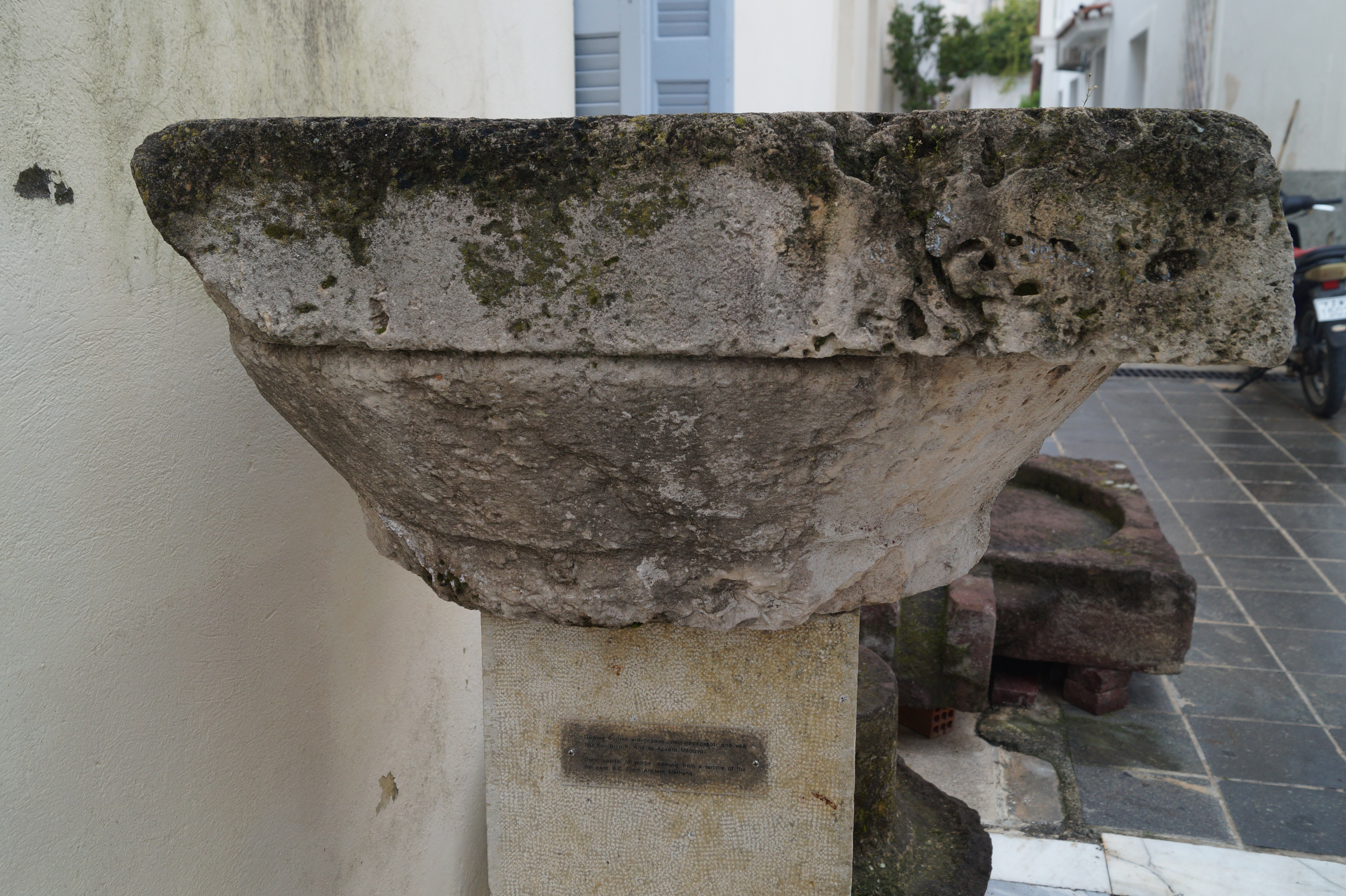
Capitel dórico del siglo V a. C. procedente de la antigua Metana.
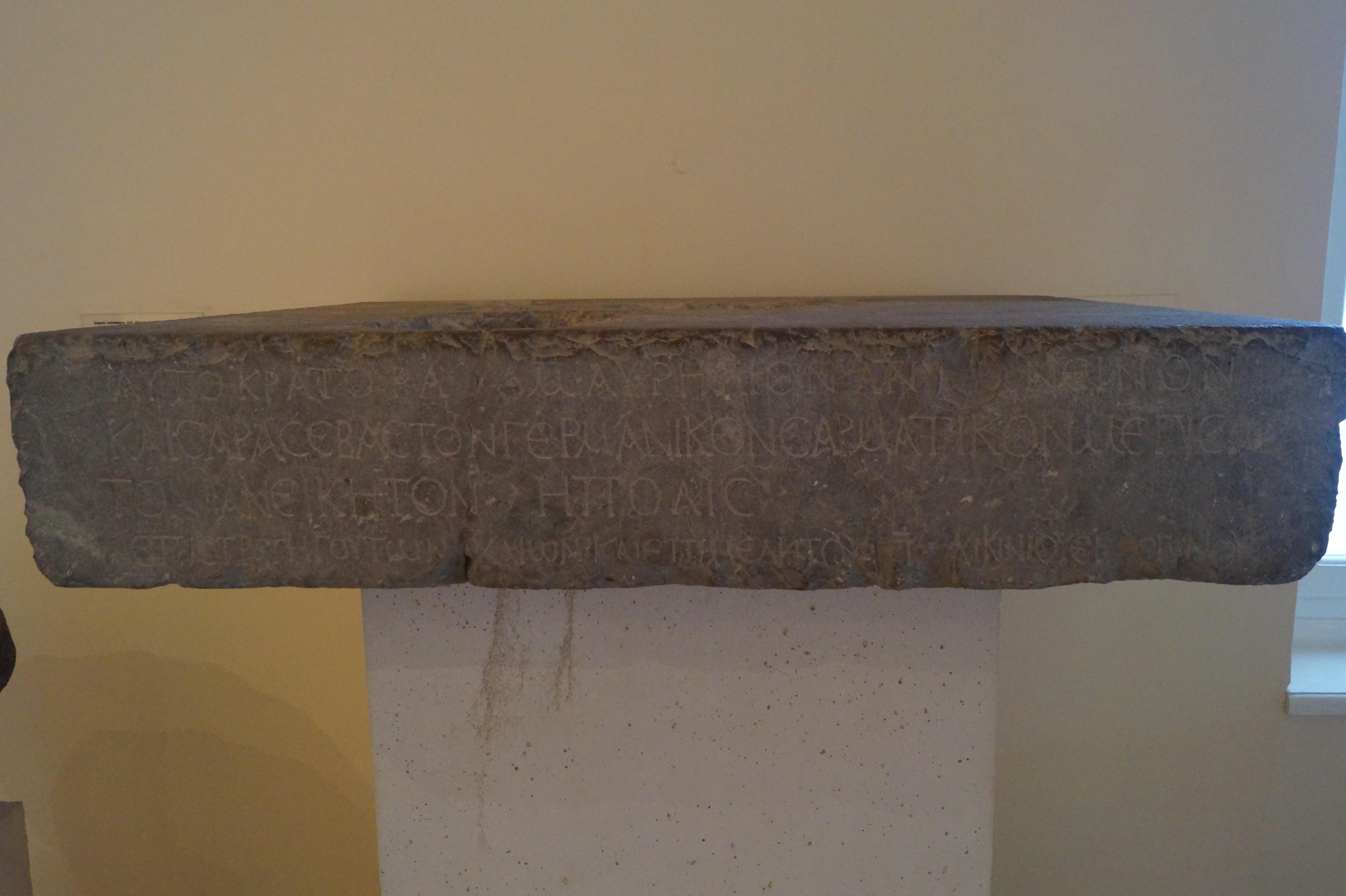
Inscripción en un pedestal de época romana.